# Jesús Aponte
Jesús Antonio Aponte Mejías (ur. 5 maja 1983) – peruwiański zapaśnik walczący w obu stylach. Brązowy medalista igrzysk Ameryki Południowej w 2014. Zdobył pięć medali mistrzostw Ameryki Południowej, złoty w 2013 roku.